# Nothamn
Nothamn este o arie protejată (arie specială de conservare — SAC, sit de importanță comunitară — SCI) din Suedia întinsă pe o suprafață de 1,2 ha, integral pe uscat.

## Localizare
Centrul sitului Nothamn este situat la coordonatele 60°01′41″N 18°51′00″E / 60.028°N 18.8501°E.

## Înființare
Situl Nothamn a fost declarat sit de importanță comunitară în iunie 2001 pentru a proteja 1 specie de animale. Situl a fost protejat și ca arie specială de conservare în martie 2011.

## Biodiversitate
Situată în ecoregiunile boreală și marină baltică, aria protejată conține 2 habitate naturale: Pajiști cu Molinia pe soluri calcaroase, turboase sau argilos-nămoloase (Molinion caeruleae), Alvar nordic și șisturi calcaroase precambriene.
La baza desemnării sitului se află o specie protejată de  nevertebrate: Vertigo angustior.